# Борбе код Јачинца и Стрновца
28. фебруара 1907. под вођством Александра Арсића Сандета и Јаћима Павловића, прешла су границу петорица четника. Са Денком Божиновићем, који им се накнадно прикључио, обрели су се 7. марта у Стрезовцу. Исте вечери прешли су у Јачинце Санда и Јаћим са четворицом људи, док је Денко Божиновић са једним четником отишао у Довезенце. Јаћимова и Сандина група сакриле су пушке одмах по доласку у Јачинце, пушку је задржао само један четник.
Бој
Када је 8. марта 1907. разданило село је опколила Турска војска. Четници су пробали да се пробију према Довезену. Од турског плотуна убијен је четник са пушком а рањен Санда Арсић са двојицом четника. Рањени четници су извршили самоубиства са револверима, а пробој је успео Јаћиму и још једном четнику. 
Они су се у Довезенцу састали са Денком Божиновићем и његовим четником. Сва четворица прешли су у Стрезовце и ту од сељака узели пушке и муницију. Одатле су пошли у Стрновац, у коме су 9. марта ујутру опкољени. У поновном покушају пробоја погинуо је Василије Грковић, док је Денко успео да прође кроз обруч. Јаћим Павловић и Арса Пешић су се склонили у једну камену кућу, коју је војска одмах опколила. Пошто су обојица четника били веома добри стрелци, убијали су свакога ко би се приближио кући. 
Турци су успели кућу да запале, тако да су запалили суседну кућу са које се ватра пренела. Борба је почела око 7-8 часова и трајала је до поднева, када су опкољени извршили самоубиство бомбом.
Резултат борбе
Према извештају Давида Димитријевића Турци су имали најмање 15 погинулих, од којих су два официра и два чауша коњичке жандармерије (сахрањени у Куманову), а остали по околним селима. Димитријевић овај закључак заснива на изјавама Стрновчана, којима су Турци за превоз погинулих узели деветоро кола. Нешто мањи број турских жртава даје Џервинац, по коме су Турци изгубили једнога официра, једнога подофицира и седморицу војника. Борби су присуствовали кумановски кајмакам, командант кумановског гарнизона и реформни официр. У Јачинцу су погинули четници: Александар-Санда Арсић, Благоје Младеновић, Душан Јовић и Димче Величковић, а у Стрновцу Јаћим-Јаћко Павловић, Василије Грковић и Арса Пешић.
Према Димитријевићевом мишљењу, српске четнике у Јачинцу је издао бугараш Аврам из Бељаковца. Димитријевић је тражио од српских војвода да га убију, али то није учињено. Такође он је захтевао да због честих претреса ове чете избегавају задржавање у пограничним местима и обилазе их искључиво ноћу остајући у њима највише један час. Ноћењем у Јачинцу четници су очигледно пренебрегли ту препоруку. Турске репресалије су биле веома оштре. Војска је претукла неколико сељака из Јачинца, међу њима и свештеника Рада, тако да је овај једва обавио сахрану погинулих четника. Они су случајно нашли две четничке пушке и настављали са пребијањем да би дошли до осталих. Међутим Јачинчани су се храбро држали и нису предали оружје. Поред тога власти су затвориле осморицу Јачинчана, међу којима и сеоског војводу Петра. Хапшења су вршена и у Старом Нагоричану и Пелинцу.
Хватање издајника
Касније је Денко Божиновић ухватио желувинског овчара Јована, турског шпијуна и денунцијата и спровео га у Врање. Јован је осуђен на смрт 13. марта 1907.